# Turón
Turón är en ort och kommun i Spanien.  Den ligger i provinsen Granada i regionen Andalusien, i den södra delen av landet, 400 km söder om huvudstaden Madrid. Antalet invånare är 213 (2024).